# Eugenia cucullata
Eugenia cucullata är en myrtenväxtart som beskrevs av Gerda Jane Hillegonda Amshoff. Eugenia cucullata ingår i släktet Eugenia och familjen myrtenväxter. Inga underarter finns listade i Catalogue of Life.